# Шугарлоуф (Колорадо)
Шугарлоуф (енгл. Sugarloaf) насељено је место без административног статуса у америчкој савезној држави Колорадо.

## Демографија
По попису из 2010. године број становника је 261.
| Група             | 2000.    | 2010.       |
| Белци             | 0 (0,0%) | 242 (92,7%) |
| Афроамериканци    | 0 (0,0%) | 4 (1,5%)    |
| Азијати           | 0 (0,0%) | 6 (2,3%)    |
| Хиспаноамериканци | 0 (0,0%) | 2 (0,8%)    |
| Укупно            | 0        | 261         |